# Funció de Bessel-Clifford

La funció de Bessel Clifford avaluada a n=3 dividida per 22 com C(3 entre 22,z) de -2-2i a 2+2i

En anàlisi matemàtica, la funció de Bessel–Clifford, anomenada en honor de Friedrich Bessel i William Kingdon Clifford, és una funció entera de dues variables complexes que es pot usar per proveir un desenvolupament alternatiu en la teoria de les funcions de Bessel. Si
{\displaystyle \pi (x)={\frac {1}{\Pi (x)}}={\frac {1}{\Gamma (x+1)}}}
és la funció entera definida mitjançant la funció gamma recíproca, llavors la funció de Bessel–Clifford es defineix com la sèrie:
{\displaystyle {\mathcal {C}}_{n}(z)=\sum _{k=0}^{\infty }\pi (k+n){\frac {z^{k}}{k!}}}
La raó de termes successius és z/k(n + k), que per tot valor de z i n tendeix a zero a mesura que s'incrementa la k. Segons el criteri de d'Alembert, aquesta sèrie convergeix absolutament per tot z i n, i uniformament per totes les regions amb |z| delimitat i, per tant, la funció de Bessel–Clifford és una funció entera de les dues variables complexes n i z.

## Equació diferencial de la funció de Bessel–Clifford
Derivant respecte x la sèrie superior  {\displaystyle {\mathcal {C}}_{n}(x)} es satisfà l'equació diferencial lineal homogènia de segon ordre
{\displaystyle xy''+(n+1)y'=y.\qquad }
Aquesta equació és de tipus hipergeomètric generalitzat, i de fet, la funció de Bessel-Clifford és, fins a un cert factor d'escala, una funció hipergeomètrica de Pochhammer–Barnes; es té
{\displaystyle {\mathcal {C}}_{n}(z)=\pi (n)\ _{0}F_{1}(;n+1;z).}
A menys que sigui un valor enter negatiu, en què la part de la dreta de la igualtat no queda definit, les dues definicions són essencialment equivalents; la funció hipergeomètrica ha de ser normalitzada perquè el seu valor a z = 0 sigui u.

## Relació amb les funcions de Bessel
La funció de Bessel de primer tipus es pot definir en termes de la funció de Bessel-Cliffor com:
{\displaystyle J_{n}(z)=\left({\frac {z}{2}}\right)^{n}{\mathcal {C}}_{n}\left(-{\frac {z^{2}}{4}}\right);}
quan n no és enter es pot veure que la funció de Bessel no és entera. De manera similar, la funció de Bessel modificada de primer tipus pot ser definida com:
{\displaystyle I_{n}(z)=\left({\frac {z}{2}}\right)^{n}{\mathcal {C}}_{n}\left({\frac {z^{2}}{4}}\right).}
Evidentment, el procediment pot ser revertit, de manera que es pot expressar la funció de Bessel–Clifford com:
{\displaystyle {\mathcal {C}}_{n}(z)=z^{-n/2}I_{n}(2{\sqrt {z}});}
però partint d'aquest punt, s'hauria llavors de demostrar que {\displaystyle {\mathcal {C}}} és una funció entera.

## Relació de recurrència
De la definició de la sèrie, es segueix immediatamant que {\displaystyle {\frac {d}{dx}}{\mathcal {C}}_{n}(x)={\mathcal {C}}_{n+1}(x).}
Utilitzant això, es pot reescriure l'equació diferencial per {\displaystyle {\mathcal {C}}} com:
{\displaystyle x{\mathcal {C}}_{n+2}(x)+(n+1){\mathcal {C}}_{n+1}(x)={\mathcal {C}}_{n}(x),}
que defineix la relació de recurrència per a la funció de Bessel-Clifford. Això és equivalent a una relació similar per 0F1. Es té, com un cas especial de la fracció contínua de Gauss:
{\displaystyle {\frac {{\mathcal {C}}_{n+1}(x)}{{\mathcal {C}}_{n}(x)}}={\cfrac {1}{n+1+{\cfrac {x}{n+2+{\cfrac {x}{n+3+{\cfrac {x}{\ddots }}}}}}}}.}
Es pot demostrar que aquesta fracció contínua convergeix en tots els casos.

## La funció de Bessel–Clifford de segon tipus
L'equació diferencial de Bessel–Clifford
{\displaystyle xy''+(n+1)y'=y\qquad }
té dues solucions linealment independent. Com que l'origen és un punt singular regular de l'equació diferencial, i com que {\displaystyle {\mathcal {C}}} és enter, la segona solució ha de ser singular a l'origen.
si s'estableix
{\displaystyle {\mathcal {K}}_{n}(x)={\frac {1}{2}}\int _{0}^{\infty }\exp \left(-t-{\frac {x}{t}}\right){\frac {dt}{t^{n+1}}}}
que convergeix per {\displaystyle \Re (x)>0}, i es continua analíticament, s'obté una segona solució linealment independent a l'equació diferencial.
El factor d'1/2 s'insereix per tal de fer correspondre {\displaystyle {\mathcal {K}}} a una funció de Bessel de segon tipus. Es té:
{\displaystyle K_{n}(x)=\left({\frac {x}{2}}\right)^{n}{\mathcal {K}}_{n}\left({\frac {x^{2}}{4}}\right).}
i
{\displaystyle Y_{n}(x)=\left({\frac {x}{2}}\right)^{n}{\mathcal {K}}_{n}\left(-{\frac {x^{2}}{4}}\right).}
En termes de K, es té
{\displaystyle {\mathcal {K}}_{n}(x)=x^{-n/2}K_{n}(2{\sqrt {x}}).}
Per tant, com en el cas de la funció de Bessel i la funció de Bessel modificada de primer tipus en què ambdues es poden expressar en termes de {\displaystyle {\mathcal {C}}}, aquestes de segon tipus es poden ambdues expressar en termes de {\displaystyle {\mathcal {K}}}.

## Funció de generació
Si es multiplica la sèrie absolutament convergent per exp(t) i exp(z/t) junt, s'obté (quan t no és zero) una sèrie absolutament convergent per exp(t + z/t). Ajuntant els valors amb t, es troba en comparació amb la definició de sèrie de potències per {\displaystyle {\mathcal {C}}_{n}} que es té:
{\displaystyle \exp \left(t+{\frac {z}{t}}\right)=\sum _{n=-\infty }^{\infty }t^{n}{\mathcal {C}}_{n}(z).}
Aquesta funció de generació es pot llavors usar per obtenir més fórmules, en particular, es pot utilitzar la fórmula de la integral de Cauchy i obtenir {\displaystyle {\mathcal {C}}_{n}} per n enter com:
{\displaystyle {\mathcal {C}}_{n}(z)={\frac {1}{2\pi i}}\oint _{C}{\frac {\exp(z+z/t)}{t^{n+1}}}\,dt={\frac {1}{2\pi }}\int _{0}^{2\pi }\exp(z(1+\exp(-i\theta ))-ni\theta ))\,d\theta .}